# Aldo Amati
Aldo Amati (Sant'Angelo in Vado, 5 marzo 1944 – Pesaro, 27 settembre 2024) è stato un politico italiano.

## Biografia
Iscritto al Partito Comunista Italiano, fu consigliere comunale a Pesaro e ricoprì la carica di sindaco della città dal luglio 1987 all'agosto 1992. Dopo la svolta della Bolognina aderì al Partito Democratico della Sinistra. Dal 1999 al 2001 sedette nel consiglio comunale di Sant'Angelo in Vado, suo comune natale.